# Cristoforo Moscioni Negri
Cristoforo Moscioni Negri (Pesaro, 9 marzo 1918 – San Marino, 9 giugno 2000) è stato uno scrittore, militare e partigiano italiano.

## Sul fronte russo
Durante la seconda guerra mondiale, ufficiale degli Alpini fu inviato sul fronte orientale, dove combatté a fianco del sergente Mario Rigoni Stern. Come lui, partecipò al disperato ripiegamento dal fronte russo dopo la massiccia controffensiva scatenata dall'Armata Rossa, rimanendo ferito a una spalla durante la ritirata.
Rigoni Stern ha lasciato di lui un ricordo nel romanzo Il sergente nella neve, nel personaggio del 'tenente Moscioni', suo immediato superiore.
(Rigoni Stern, Il sergente nella neve)
(Rigoni Stern, Il sergente nella neve)

## Lotta partigiana
Al ritorno in Italia, dopo l'armistizio dell'Italia dichiarato l'8 settembre 1943, Moscioni si unì alla lotta partigiana con il nome di battaglia di "Vittorio", diventando comandante del III Battaglione della Brigata "Garibaldi Pesaro", operante nel Pesarese. Nel settembre 1944, a seguito dello sfondamento alleato della Linea gotica sul versante adriatico, si aggregò con il suo reparto a un'unità della Brigata Gurkha dell'Ottava armata britannica partecipando alla battaglia di Tavoleto.

## Attività letteraria
Nel dopoguerra, anche Moscioni, sulla scia di Rigoni Stern, affidò le memorie dell'esperienza in Russia a un romanzo. Il titolo, I lunghi fucili, alludeva all'obsoleto fucile da guerra modello 1891, dalla lunga canna, in dotazione del corpo di spedizione italiano. Il romanzo, pubblicato da Einaudi nel 1956 con commento di Mario Rigoni Stern e nota editoriale di Italo Calvino, ha conosciuto una recente ripubblicazione nel 2005 per Il Mulino.
La sua esperienza partigiana confluì invece nel libro Linea Gotica, pubblicato per la prima volta nel 1980 per L'Arciere e riedito nel 2006 ancora per Il Mulino.

## Opere
- I lunghi fucili, Einaudi editore, 1956
  - ripubblicato nel 2005 per Il Mulino, Introduzione di Ugo Berti Arnoaldi, ISBN 88-15-10487-9
- Linea Gotica, L'Arciere, 1980, Introduzione di Giuliano Manacorda
  - ripubblicato nel 2006 per Il Mulino, Introduzione di Ugo Berti Arnoaldi ISBN 978-88-15-11371-9